# Binalong Bay
Binalong Bay – miasto w Australii, w północno-wschodniej części Tasmanii, nad Oceanem Spokojnym.